# Hieronymus Bregno

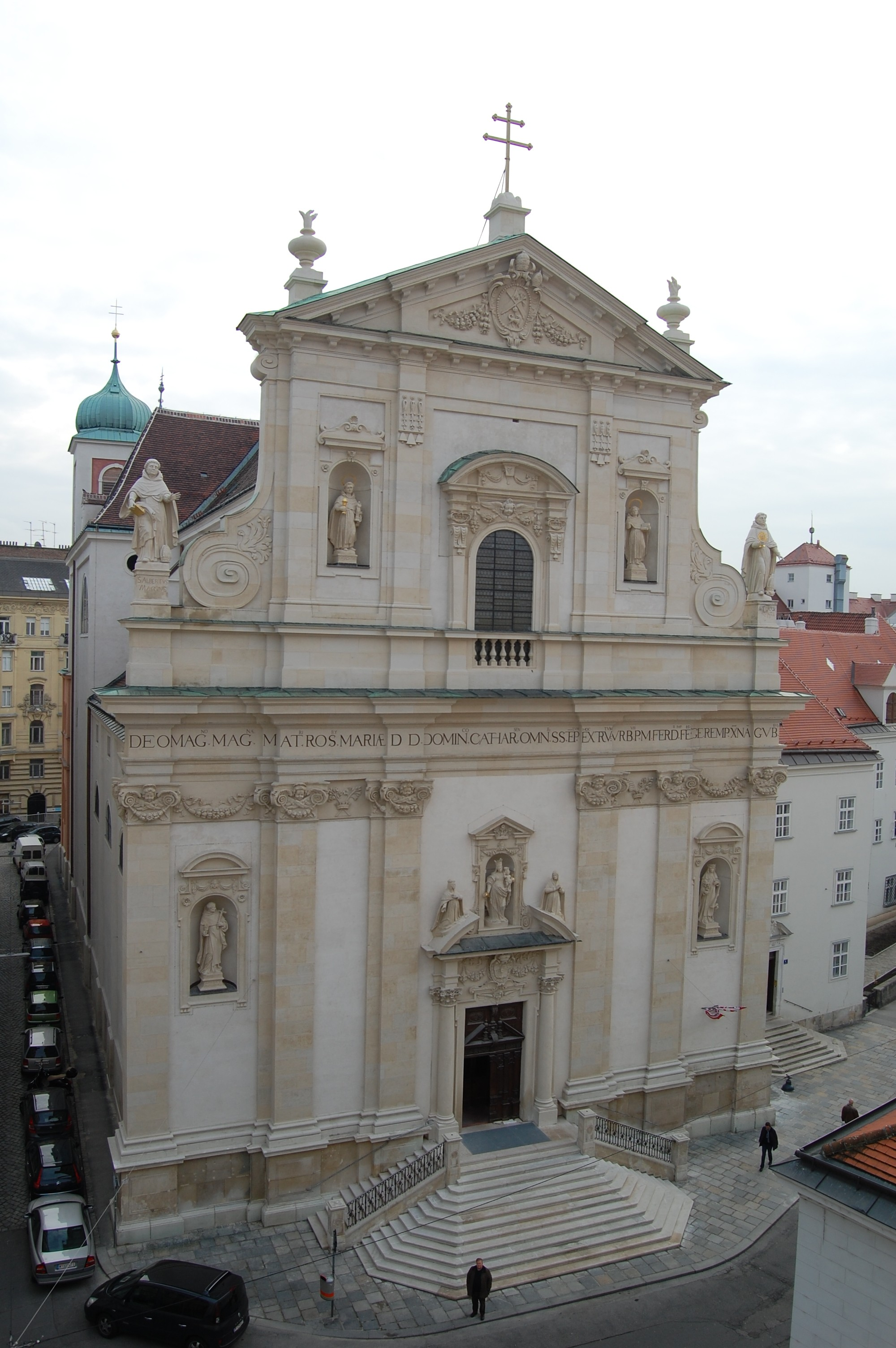
Dominikanerkirche in Wien

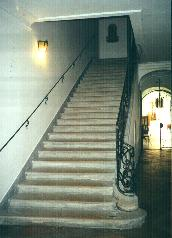
Stiege im Wiener Dominikanerkloster aus Kaiserstein

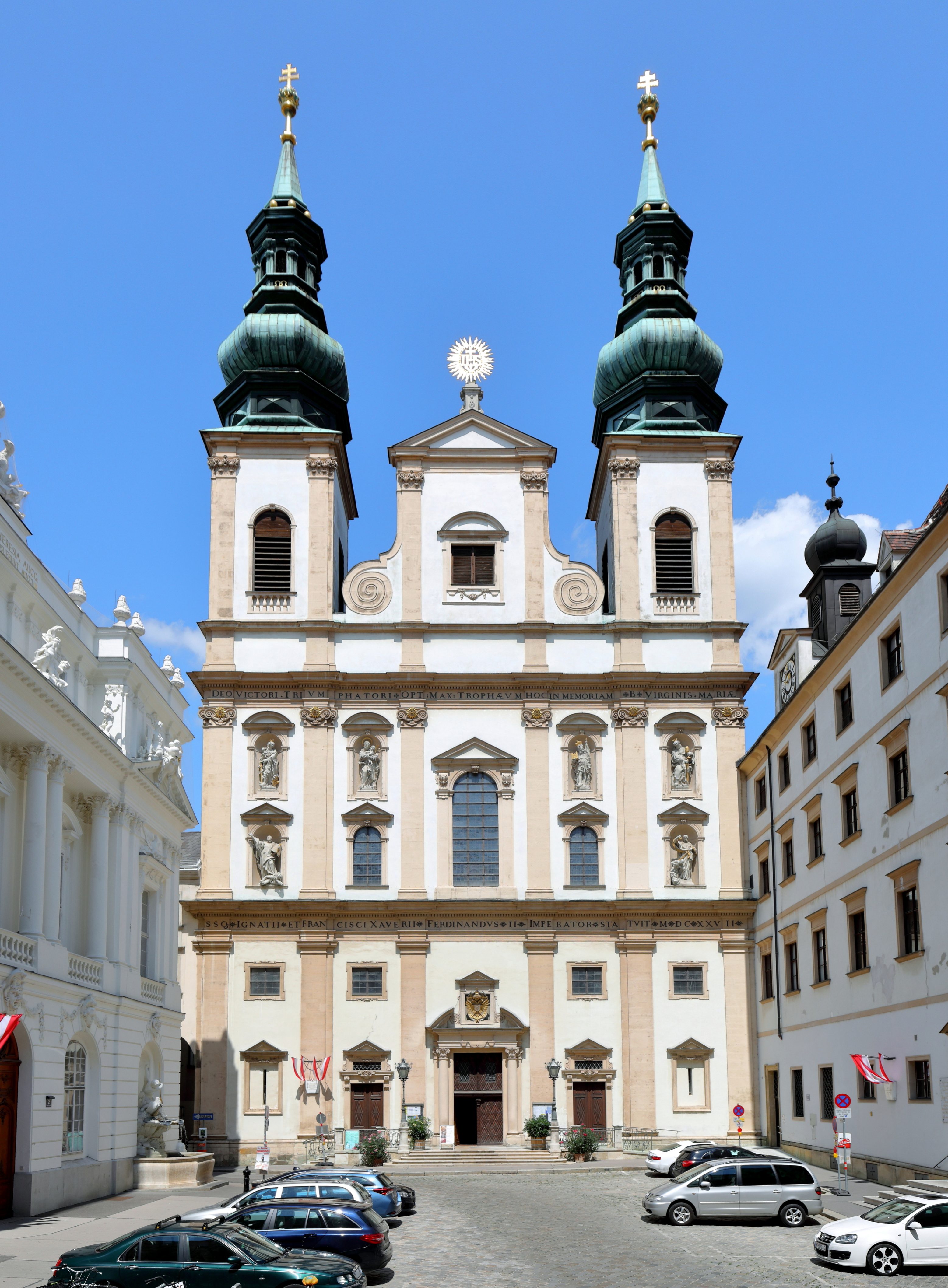
Jesuitenkirche in Wien

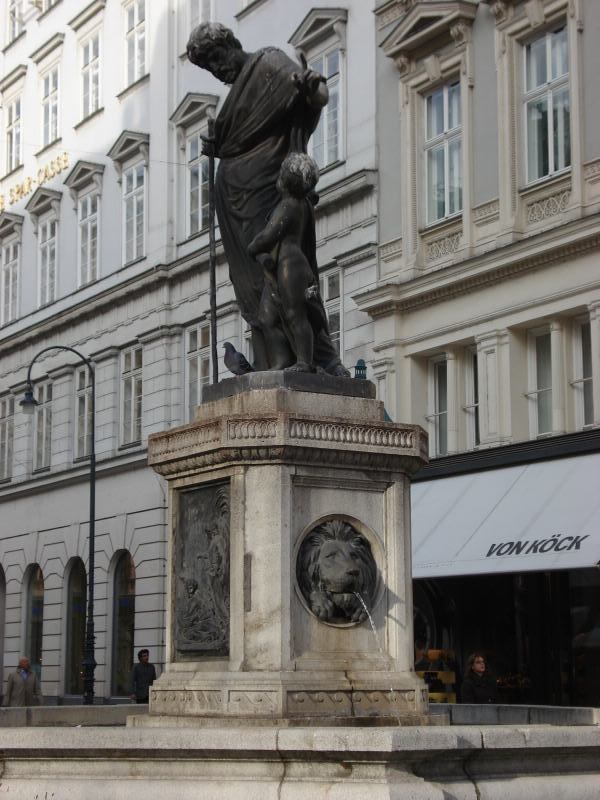
Josefsbrunnen am Wiener Graben

Hieronymus Bregno (* in Osteno am Luganersee; † 14. Juni 1651 in Kaisersteinbruch, Ungarn, jetzt Burgenland) war ein Schweizer Steinmetzmeister und Bildhauer des Barock. Er war ein Bruder von Antonius Bregno.

## Leben
Nach dem Ableben von Steinmetzmeister Bernhard Tencalla 1627 wurde sein Besitz, ein Haus samt Steinbruch, geteilt. Ein Teil kam an die Witwe Maria, die heiratete Meister Mathias Lorentisch, der andere wurde von Hieronymus Bregno und Ehefrau Margaretha käuflich erworben.
Die Wiener Steinmetzmeister beschwerten sich am 2. März 1641 beim Abt Michael Schnabel, dass der Untertan des Stiftes Heiligenkreuz, Meister Hieronymus Bregno, verbotenerweise in Wien als Störer arbeitet, und bei denen Dominicanern lange Zeit untergeschlupft sei. Danach hätte er gleich gegenüber auf der Herrn Jesuiter Grund eine gleichmassige Steinmetzhütte aufgerichtet. Bei der Dominikanerkirche waren zu dieser Zeit die Italiener, Baumeister Giacomo Spazzio, Cypriano Biasino und Antonio Canevale tätig.

## Kaisersteinbrucher und Wiener Meister
Hieronymus Bregno wurde daraufhin sowohl Meister der Wiener Bauhütte und damit Bürger Wiens, zugleich auch Steinbruchpächter und Hausbesitzer im kaiserlichen Steinbruch, also ein Untertan des Stiftes Heiligenkreuz. Im September 1641 nahm er den Jungen Francesco della Torre, Sohn des Baumeisters Bartolomeo della Torre aus Ramponio im Val d’Intelvi (I)  in Wien als Lehrling auf und sprach ihn im Juni 1646 zum Gesellen frei. Dieser hatte eine große Karriere als königlicher Prager Hofsteinmetzmeister vor sich. Im November 1643 wurde Francesco Bussi, aus Mailand gebürtig, sein Lehrling. Sein Hauptbürge war Hans Herstorffer, Dombaumeister zu St. Stephan.
Nachfolgende Meister waren zugleich Mitglieder der Wiener Bauhütte und der Kaisersteinbrucher Bruderschaft. Im Verzeichnis vom November 1644 werden die Gebühren für Wiener Steinmetzmeister, wie auch Gesellen zur Erhebung der Neuen Kayserlichen Freyheiten festgelegt, ein Meister 45 Kreuzer, ein Geselle 15 Kreuzer. Daraus folgt:
- Pietro Maino Maderno erlegt für sich und 4 Gesellen ... 1 Gulden 45 Kreuzer
- Hieronymus Bregno erlegt für sich und 1 Gesellen (Francesco della Torre)... 1 Gulden
- Ambrosius Petruzzy erlegt den 5. September für sich und 2 Gesellen ... 1 Gulden 15 Kreuzer
- Antonius Purisol erlegt den 31. Juli für sich und 2 Gesellen ... 1 Gulden 15 Kreuzer[2]

## Salva Guardia-Privilegium für Kaisersteinbruch
→ Salva Guardia-Privilegium für Kaisersteinbruch#Kaiser und König Ferdinand III.

## Grabenbrunnen
Der Löwenbrunnen vor dem Haus „Zum goldenen Hirschen“ auf dem Graben in Wien wurde 1648 auf Wunsch der niederösterreichischen Regierung erneuert. Auftrag für Meister Hieronymus Bregno am 18. Juni 1648 mit einer Akontozahlung von 100 Gulden. Die endgültige Abrechnung erfolgte erst nach seinem Tod. Herr Richter in Kaisersteinbruch Pietro Maino Maderno, als verordneter Nachlassverwalter und Erbe erhielt am 14. Juni 1651 den Restbetrag. Es ist anzunehmen, dass damals Kaiserstein verarbeitet wurde. Für diesen Brunnen gestaltete der Bildhauer Johann Jacob Pock eine Jupiterstatue, da er inzwischen auch verstorben war, bekam seine Witwe Barbara den Restbetrag ausbezahlt.

## Bestätigung der Handwerksordnung
Der römisch-deutsche Kaiser Ferdinand III. bestätigte am 13. Dezember 1650 der Steinmetz-Zeche Wiener Neustadt und den incorporierten Steinmetz- und Maurermeistern von Baden, dem kayserlichen Steinbruch. In diesem Schreiben werden die Handwerksordnungen von Kaiser Matthias 1615 und von Ferdinand II. 1625 erneuert.

## Tod
Hieronymus Bregno starb vor dem 14. Juni 1651, nach dem Ableben beider kam der Besitz an die Tochter Agatha Bregnin, die den Steinmetzgesellen Ambrosius Ferrethi heiratete.

## Archivalien
- Wiener Stadt- und Landesarchiv: Oberkammeramtsrechnungen, Grabenbrunnen; Steinmetzakten, Aufdingbuch.
- Stadtarchiv Wiener Neustadt: Steinmetzakten, Schriftverkehr Kaisersteinbruch – Wien – Wiener Neustadt, eigenständige Viertellade.
- Stift Heiligenkreuz Archiv: Register, Steinmetzrechnungen.